# Hora Svatého Václava
Hora Svatého Václava là một làng thuộc huyện Domažlice, vùng Plzeňský, Cộng hòa Séc.